# Municipio de San Felipe (Guanajuato)
El Municipio de San Felipe es uno de los cuarenta y seis municipios que conforman el estado mexicano de Guanajuato. Su cabecera municipal es la ciudad homónima.
Es el municipio más grande del estado. Tiene una población de 95 896 personas y cuento con una población media a media-alta.

## Geografía

### Relieve

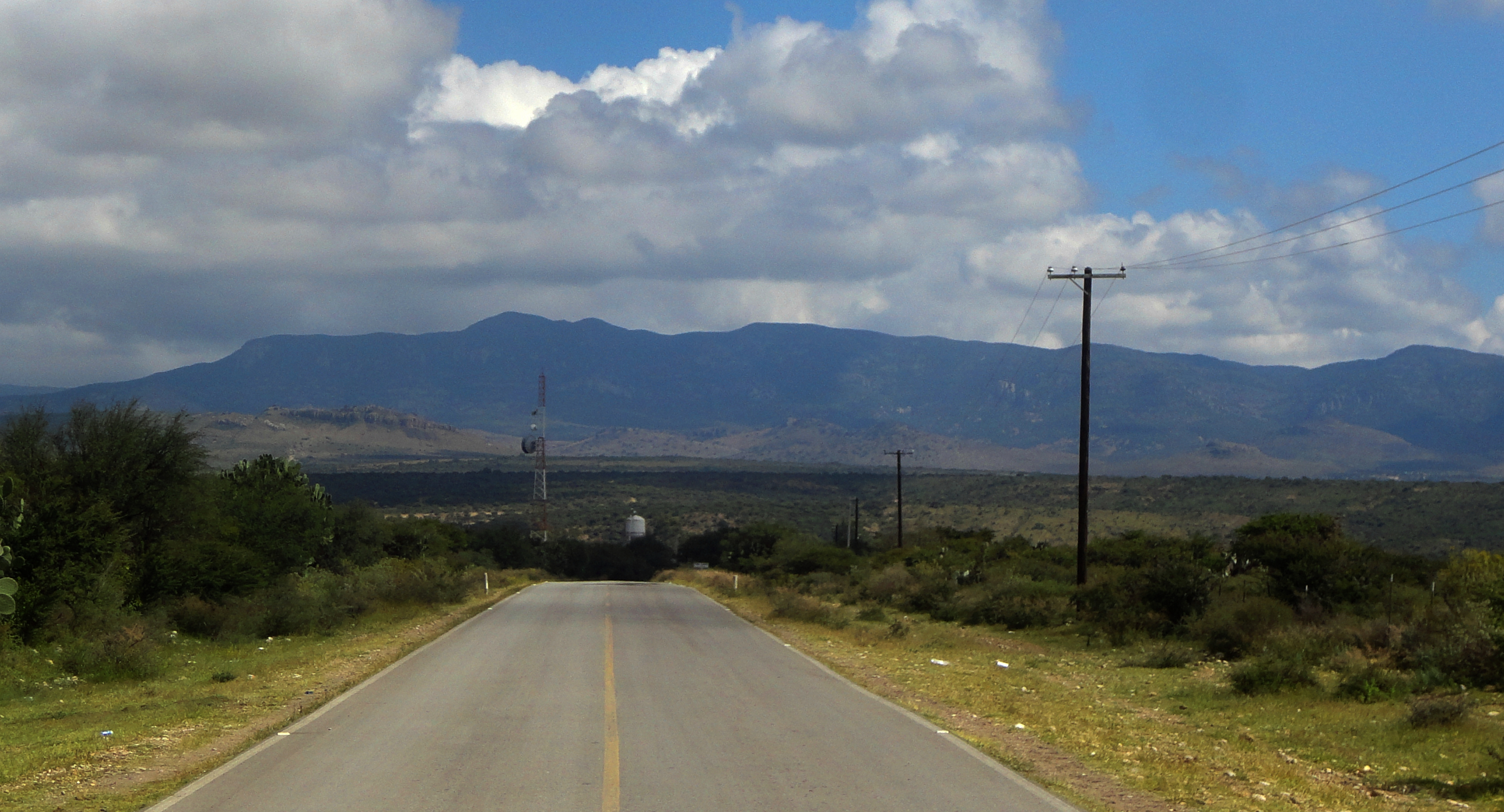
Sierra del Cubo desde La Quemada.

San Felipe presenta una serie de accidentes topográficos, ya que se ubica dentro de la mesa central o Altiplanicie Mexicana. Su elevación más alta es la Sierra del Cubo, ésta es también, la sexta elevación más alta de todo el estado.

### Flora
Extraordinariamente, el municipio cuenta con sus propios bosques, sin embargo, éstos son muy reducidos y se localizan cerca de las carreteras (como la carretera San Felipe-Silao), no se han visto muchos animales en esa zona, pero si toda clase de comunidades mayores de 500 habitantes.

## Demografía

### Localidades
En el censo de 2020 el municipio de San Felipe contaba con 433 localidades.
| Código INEGI      | Localidad                | Población (2020) |
| ----------------- | ------------------------ | ---------------- |
| 110300001         | San Felipe               | 32 831           |
| 110300211         | San Bartolo de Berrios   | 7 133            |
| 110300120         | Laguna de Guadalupe      | 4 340            |
| 110300110         | Jaral de Berrios         | 3 235            |
| 110300238         | San Pedro de Almoloyán   | 2 406            |
| 110300047         | El Carretón              | 2 369            |
| 110300141         | Fábrica de Melchor       | 2 104            |
| 110300251         | Santa Rosa               | 1 835            |
| 110300243         | Santa Catarina           | 1 663            |
| 110300099         | Guadalupe                | 1 645            |
| 110300265         | El Tejocote              | 1 632            |
| 110300226         | San José de la Varilla   | 1 496            |
| 110300440         | San José de Rancho Nuevo | 1 414            |
| 110300214         | San Francisco            | 1 396            |
| 110300144         | Molino de San José       | 1 274            |
| 110300287         | El Zapote                | 1 246            |
| 110300765         | Ejido Hernández Álvarez  | 1 238            |
| 110300124         | Lequeitio                | 1 214            |
| 110300071         | Chirimoya                | 1 127            |
| 110300109         | Estación Jaral           | 1 047            |
| Otras localidades | Otras localidades        | 47 148           |
| Total municipal   | Total municipal          | 119 793          |

## Turismo
Entre los principales atractivos turísticos se encuentran:
1. La Francia Chiquita, San Felipe Torresmochas.
2. Cascada en Cueva Longa, Sierra del Cubo.
3. Formación rocosa de Los Panales, Sierra de Lobos.
4. Hacienda de Jaral de Berrio.
5. Hacienda y Antiguo Puente de La Quemada

## Población
La cabecera municipal (San Felipe) es la localidad más poblada del municipio, con 24 621 habitantes, seguida por San Bartolo de Berrios de 5250 habitantes.